# Ward Ier-IIe siècle
Ward Ier – IIe siècle est un roman de Frédéric Werst paru en 2011, qui se présente sous la forme d’une anthologie de la littérature des Wards, un peuple imaginaire. Le texte est bilingue wardwesân-français. Une suite en 2014, titrée Ward IIIe siècle, continue ce panorama littéraire durant l’âge d'or de cette civilisation.

## Écriture
L’auteur (dont le pseudonyme signifie « chose » en wardwesân) a écrit les textes qui composent le roman directement dans cette langue construite, et les a ensuite traduits en français. Selon lui, « J’écris directement en wardwesân puis je traduis en français, soit immédiatement, soit avec un délai, ce qui me permet d’être dans un véritable exercice de traduction puisque j’ai alors oublié ce que j’ai écrit, je redécouvre les textes. »
Quoique régulièrement comparé à Tolkien, autre écrivain inventeur de langues, Werst déclare ne l’avoir jamais lu et s’en distinguer fortement par ce que Tolkien n′avait pas rédigé de textes entier directement dans les langues elfiques, et que la mythologie qu′il propose reste tributaire des modèles européens sans les questionner.

## Contenu
L’ouvrage est divisé en trois parties : Avant Zaragabal (littérature antérieur à la conquête de l’Aghâr), Ier siècle (trois premiers rois de la dynastie Abaris, conversion au culte de Parathôn), IIe siècle (dernier roi Abaris et débuts de la dynastie Kerwanis), chacune introduite par un survol de la situation historique et de la situation littéraire de la période considérée. Les sujets abordés sont très variés : littérature religieuse, géographie, médecine, poésie, grammaire, etc.
À la fin du livre, une grammaire abrégée et un lexique sur près de 50 pages permettent à qui le souhaiterait de s’essayer à une nouvelle traduction du roman.
Deux plans — Carte générale et Carte du royaume d′Aghâr — situées après la préface, achèvent de situer les Wards dans leur espace propre.

### Extrait
« Zerum zan ab kenatha altam Gamāz zunza em nāz akhmargan zāmen zēs zatha ab zaeth ek wama wantanōn meza.
Gamâz a souvent abordé la question de l′humanité, et dans leur majorité ses propos concernaient la réalité de la vie et de la mort. »

— Khazalōn, Khōn Gamāz ō wanta ar kenatha (Propos de Gamâz sur l′humanité)

## Réception
Le livre a été remarqué pour son sujet atypique et la plupart des réactions dans la presse ont relevé l’ampleur de l’entreprise de création,,.
Il a aussi été mentionné dans des ouvrages traitant de la question des langues construites dans la fiction, et des encyclopédies imaginaires.